# Mercy (Yonne)
Mercy is een gemeente in het Franse departement Yonne (regio Bourgogne-Franche-Comté) en telt 74 inwoners (2009). De plaats maakt deel uit van het arrondissement Auxerre.

## Geografie
De oppervlakte van Mercy bedraagt 2,7 km², de bevolkingsdichtheid is dus 27,4 inwoners per km².
De onderstaande kaart toont de ligging van Mercy (Yonne) met de belangrijkste infrastructuur en aangrenzende gemeenten.

## Demografie
Onderstaande figuur toont het verloop van het inwonertal (bron: INSEE-tellingen).